# Cerro El Muerto
Cerro El Muerto je hora v Andách, ležící na argentinsko-chilské hranici. Její vrchol se nachází ve výšce 6488 m n. m. v těsné blízkosti hory Ojos del Salado. První výstup na něj provedli v roce 1950 J. Beñastino, L. Alvarado, V. Álvarez a O. Álvarez.